# La Torre de Claramunt
La Torre de Claramunt är en kommun i Spanien.   Den ligger i provinsen Província de Barcelona och regionen Katalonien, i den östra delen av landet, 500 km öster om huvudstaden Madrid. Antalet invånare är 3 863. Arean är 15,0 kvadratkilometer. La Torre de Claramunt gränsar till La Pobla de Claramunt, Vallbona d'Anoia, Capellades, Cabrera d'Anoia, Mediona och Carme. 
Terrängen i La Torre de Claramunt är varierad.